# Generalmajor
Generalmajor je vojaški čin v uporabi v številnih oboroženih silah, ki se je razvil iz starejšega čina Sergeant Major General. Po navadi je generalmajor podrejen generalporočniku in je nadrejen brigadirju oz. brigadnemu generalu. V oboroženih silah, ki so se poslužile ameriškega činovnega sistema oz. so v Natu (Natov standard STANAG 2116), čin ustreza položaju OF-7 in velja za dvozvezdni čin.
Slovenska vojska :

## Oznake čina

### Kopenska vojska
- Avstro-ogrska kopenska vojska: Generalmajor
- Kanadska kopenska vojska: Generalmajor
- Kolumbijska kopenska vojska: Generalmajor
- Hrvaška kopenska vojska: General bojnik
- Egipčanska kopenska vojska: Generalmajor
- Bundesheer: Generalmajor
- Grška kopenska vojska: Generalmajor
- Italijanska kopenska vojska: Generale di Divisione, Maggiore Generale
- Jugoslovanska ljudska armada: Generalmajor
- Litvanska kopenska vojska: Generalmajor
- Nizozemska kopenska vojska: Generaal-majoor
- Poljska kopenska vojska: Generał dywizji
- Romunska kopenska vojska: Generalmajor
- Slovenska vojska: Generalmajor
- Španska kopenska vojska: General de División
- Švedska kopenska vojska: Generalmajor
- Britanska kopenska vojska: Generalmajor
- Kopenska vojska ZDA: Generalmajor

### Vojno letalstvo
- Kanadsko vojno letalstvo: Major General
- Dansko vojno letalstvo
- Jugoslovansko vojno letalstvo: Generalmajor
- Luftwaffe
- Grško vojno letalstvo: (Υποπτέραρχος)
- Poljsko vojno letalstvo
- Romunsko vojno letalstvo
- Ejército del Aire: General de División
- Vojno letalstvo ZDA: Generalmajor